# パノラマライナーサザンクロス

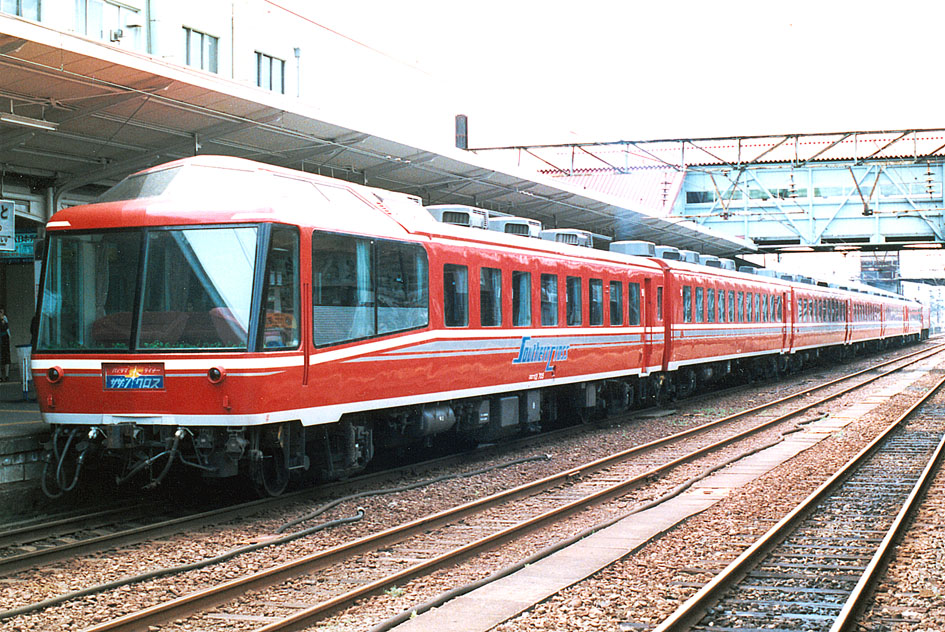
「パノラマライナーサザンクロス」（1987年、熊本駅）

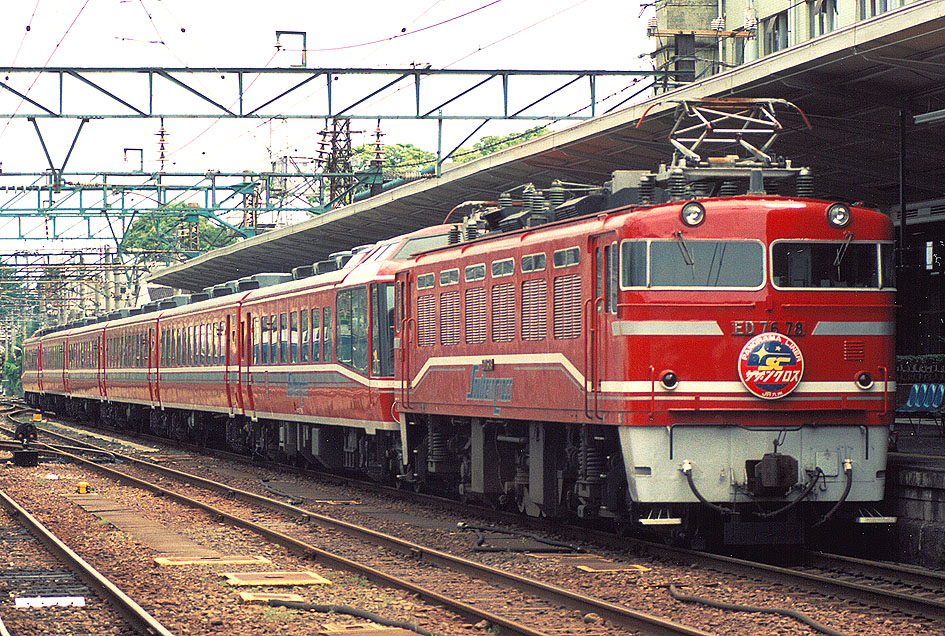
専用機ED76 78に牽引される「パノラマライナーサザンクロス」（1987年、熊本駅）

パノラマライナーサザンクロス (Panorama Liner Southern Cross) は、日本国有鉄道（国鉄）が1987年（昭和62年）3月に改造製作し、同年4月の国鉄分割民営化後は九州旅客鉄道（JR九州）が1994年（平成6年）まで保有していた欧風客車で、ジョイフルトレインと呼ばれる車両の一種である。

## 概要
国鉄門司鉄道管理局（門鉄局）では、1972年（昭和47年）よりスロ62形・スロフ62形客車を改造した和式客車であるスロ81形・スロフ81形客車の6両編成を運用しており、1980年（昭和55年）には初めて12系客車を改造種車とした和式客車（各車に九州の海にちなんだ愛称がつけられたことから、通称「海編成」と呼ばれた）を登場させていた。さらに、1983年（昭和58年）にはスロ81形・スロフ81形を12系客車改造の和式客車（各車に九州の山にちなんだ愛称がつけられたことから、通称「山編成」と呼ばれた）に置き換えている。
しかし、旅行形態の多様化により、観光バスでは2階建てバスに代表されるようにデラックス志向が高まっていたため、これまでの和式客車では対応できなくなりつつあった。このため、幅広い層の利用者がくつろぎながら旅行を楽しむことが可能で、会議など多目的な用途にも活用できるゴージャスな車両を目指して開発された車両である。折りしも国鉄分割民営化の時期であり、新しく登場させる車両はJR九州の目玉商品として計画されることになった。

## 車両
いずれの車両も12系客車から改造されており、両端の車両はスロフ12形700番台、中間の車両はオロ12形700番台である。改造は和式客車の改造実績のある小倉工場が担当した。括弧内に旧車号を記す。
- 1号車：スロフ12 705（スハフ12 78、パノラマラウンジカー）
- 2号車：オロ12 711（オハ12 292）
- 3号車：オロ12 712（オハ12 293）
- 4号車：オロ12 713（オハ12 294）
- 5号車：オロ12 714（オハ12 295）
- 6号車：スロフ12 706（スハフ12 85、パノラマカー）

全車両がグリーン車扱いである。なお、中間で分割した3両のみでも運用可能とした。

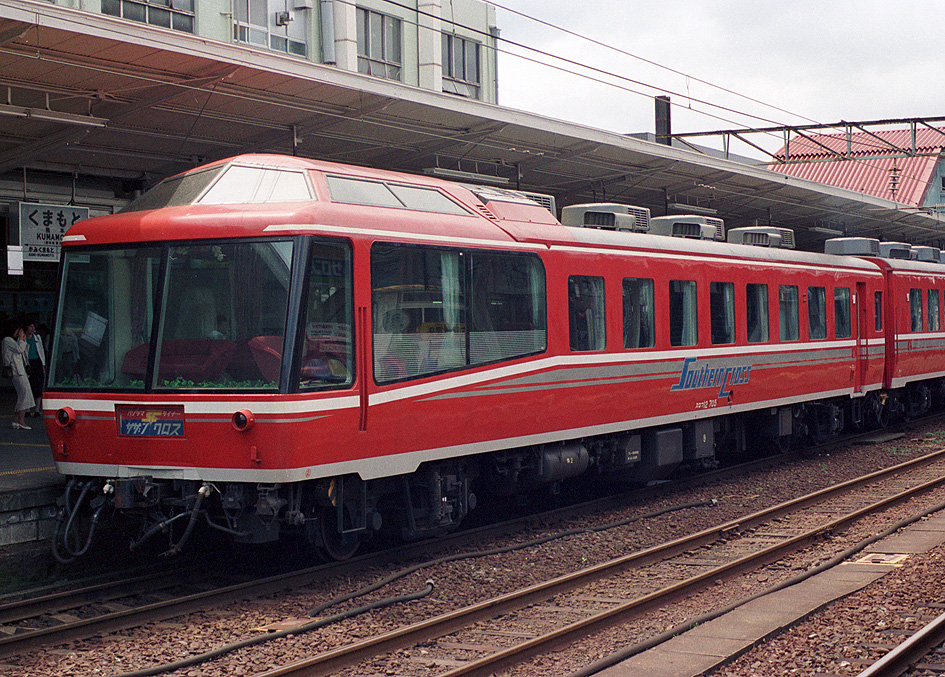
1号車 スロフ12 705
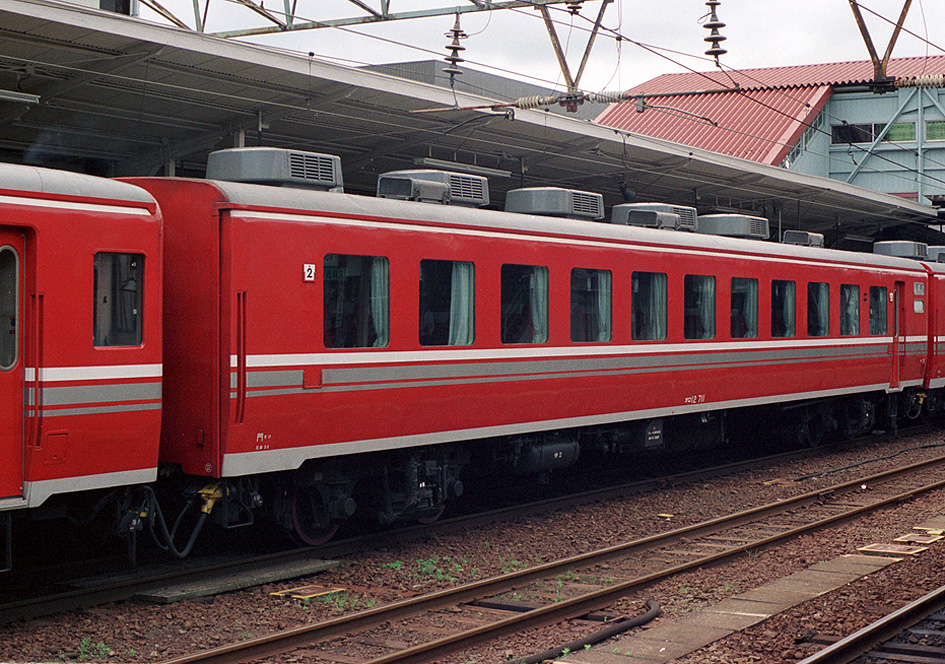
2号車 オロ12 711
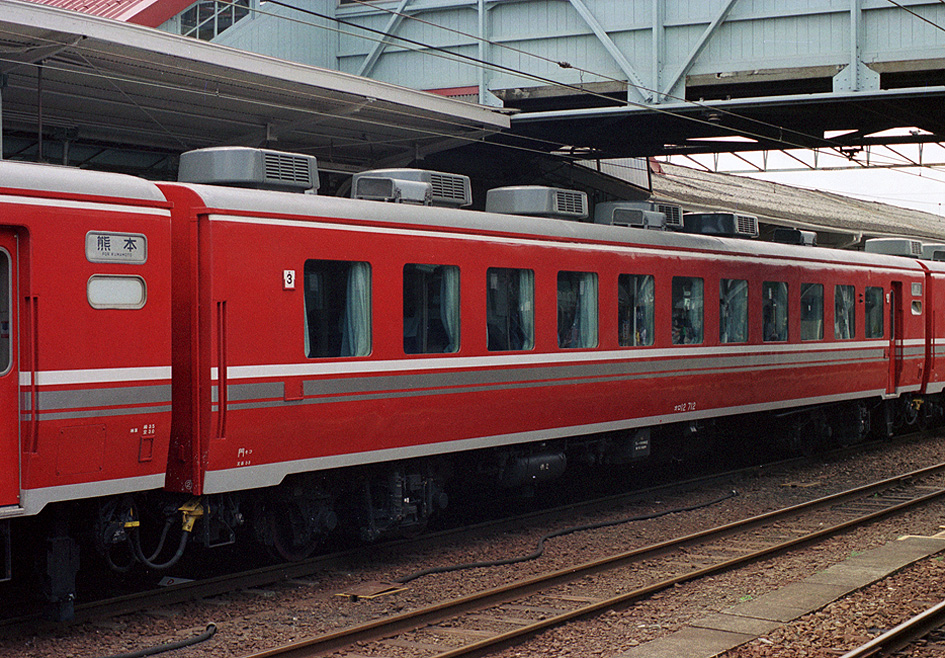
3号車 オロ12 712
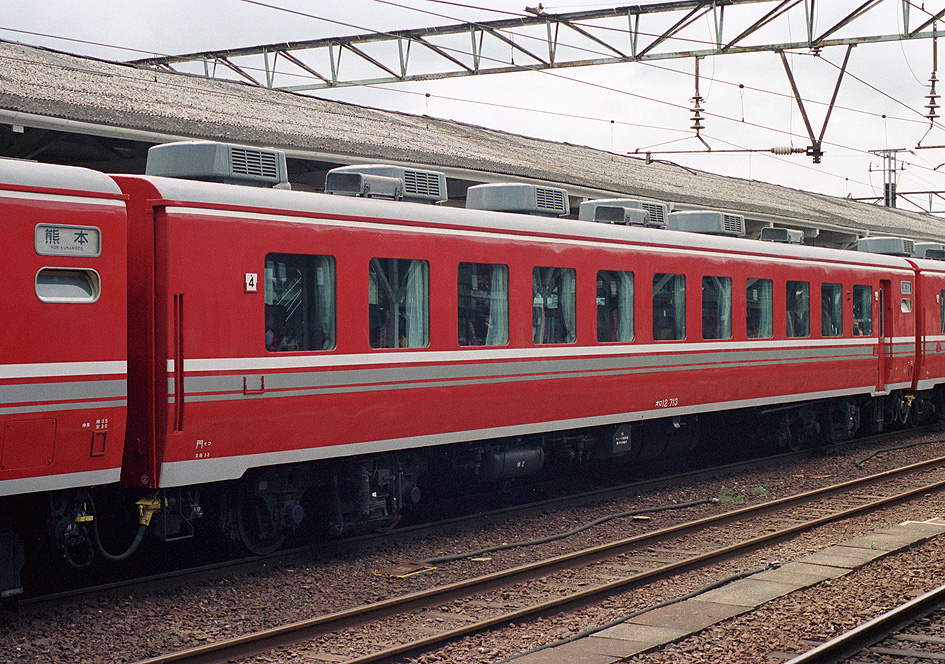
4号車 オロ12 713
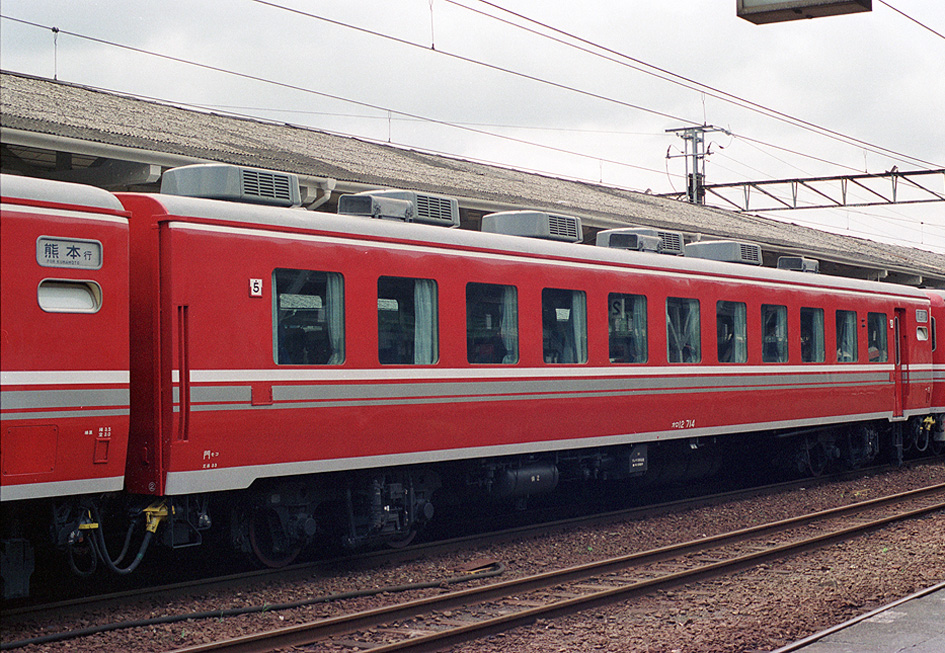
5号車 オロ12 714
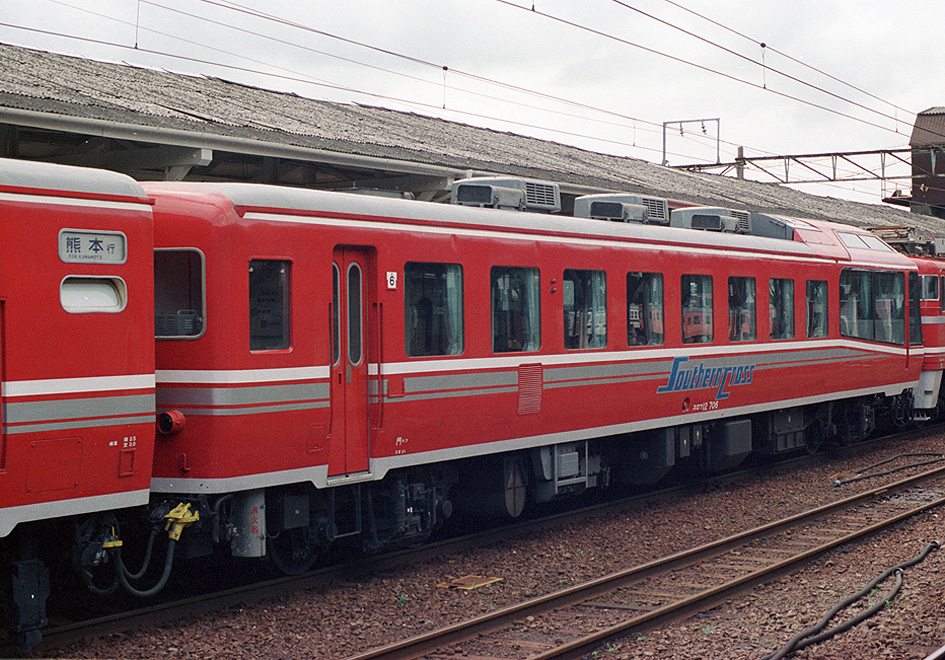
6号車 スロフ12 706

### デザインコンセプト
九州のイメージを盛り込み、ゴージャスで斬新なデザインとした。客室はゆったりとくつろげる豪華なホテルの雰囲気が味わえることを目標とした。
車体色は「九州の熱い情熱と燃える太陽」を表現するため、ベースカラーをメタリックレッドとし、スマートさを表現するために白と銀色の帯を巻いた。メタリック塗装を採用したのは、ジョイフルトレインとしては初めてである。
全車両とも、側面の窓を2段窓（上段下降・下段上昇式）から固定窓（はめ殺し）に変更した。

### パノラマラウンジカー
1号車が該当する。
スハフ12形の乗務員室側連結面を編成内側に向け、便所・洗面所を撤去した上で車端部から5.55メートル分を台枠を残して切断し、展望室の構体を接合した。展望室は高さを車両限界いっぱいまで天井高さを上げたため、展望室直後にAU77形集中式冷房装置を設置した。展望室は床の高さを350ミリメートル高くし、回転式の座席を7脚設置した。7脚のうち3脚は座面幅が広い仕様となっている。カラー調光装置を導入し、さまざまな雰囲気の演出を可能にした。また、展望室床下には温風暖房装置を設置している。
客室部分はラウンジとなっており、ソファとテーブルを設けた。テーブル内にはビデオモニターが内蔵されている。ラウンジの連結面寄りにはステージが設置されているが、ステージ背面にはマジックミラーを使用し、カラオケの際にはフェニックスの動画が映し出されるという特殊舞台装置を設けている。舞台効果を高めるため、展望室のカラー調光装置とも連動している。また、オーディオの集中制御装置を設置し、全ての車両にステージの模様を各車両に配信可能とした。オーディオ回路は3両のみでも使用可能な回路構成とした。
本車両のモケット色は紫色系のものを使用している。

### 中間車
2号車から5号車までが該当する。
客室片側に560ミリ幅の通路を確保し、座席部分は床の高さを150ミリ高くした上で、1人がけと2人がけの座席を1342ミリのシートピッチで千鳥式の配置とした。座席は45度刻みで360度回転が可能なリクライニングシートとなっており、リクライニング傾斜角度は60度と大きく確保し、簡易寝台としても利用可能となっている。
奇数号車の座席のモケットは紫色系、偶数号車では赤色系のモケットを使用した。

### パノラマカー
6号車が該当する。
展望室部分はパノラマラウンジカーと、客室部分は中間車と同様の構造になっている。
本車両のモケット色は赤色系のものを使用している。
名古屋鉄道が保有・運行していたパノラマカーの愛称で知られる車両については、名鉄7000系電車を参照。

### 機関車

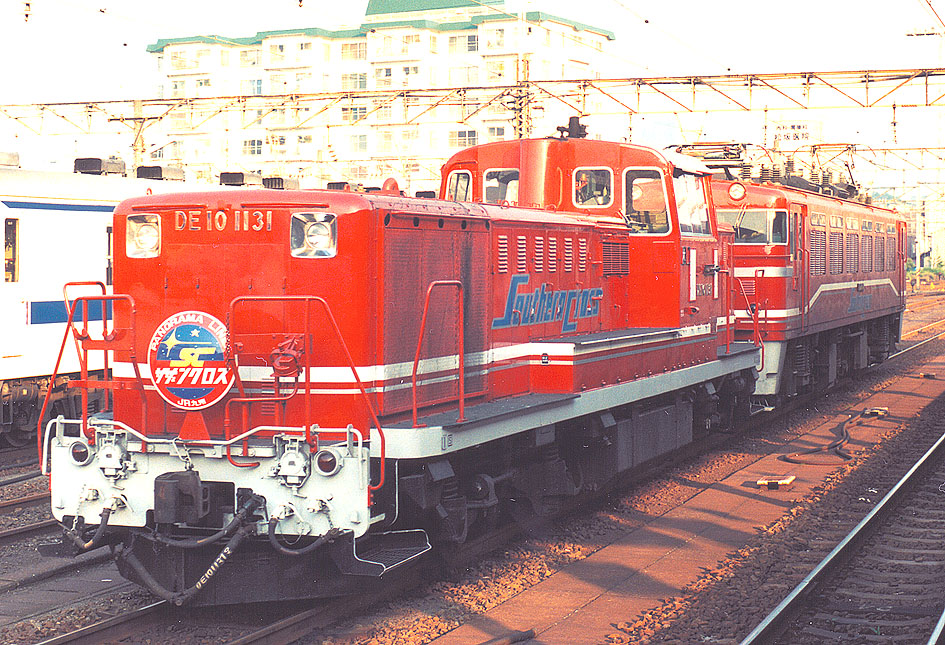
専用機。DE10 1131（前）とED76 78（後）（1987年、大分駅）

大分運転所に所属していたED76 78とDE10 1131が専用機として指定され、客車と同様にメタリックレッドのベースカラーに白と銀色の帯を巻いた塗装デザインとなった。

## 沿革
1986年（昭和61年）9月27日に改造の種車となる車両（熊本客貨車区配置）が小倉工場に入場し、同年10月1日から改造工事が開始された。改造工事は1987年（昭和62年）3月20日に終了し、門司港運転区に配置され、福岡や長崎など各地で試乗会が催された。団体扱いの列車では同年4月1日の「九州一周の旅」から運用を開始した。
九州内のみならず、本州や四国にも乗り入れたが、JR九州では1994年（平成6年）にジョイフルトレインの全廃を決定したため、同年3月限りで運用を終了し、同月24日付で廃車となった。
客車の廃車後、専用機関車のED76 78は1994年内に廃車となった。DE10 1131は一般色に戻され引き続き使用されたが、2001年（平成13年）3月に廃車となった。